# Донат (Бабинський-Соколов)
Архієпископ Донат (в миру Микола Ілліч Бабинський-Соколов; 18 (30) вересня 1828, село Слобідка, Юхновський повіт, Смоленська губернія — 16 (28) квітня 1896) — єпископ Російської православної церкви, архієпископ Донський і Новочеркаський.

## Біографія
Народився в 1828 році. Син сільського священика Смоленської єпархії.
Закінчив Смоленську духовну семінарію.
У 1851 році був домашнім учителем у поміщика.
У 1852 році висвячений на священика.
У 1853 році овдовів і 23 квітня 1855 прийняв чернецтво.
У 1857 році закінчив Санкт-Петербурзьку духовну академію і призначений вчителем в Архангельську духовну семінарію.
У 1860 році удостоєний ступеня магістра богослов'я.
З 1858 року — інспектор Архангельської духовної семінарії.
18 квітня 1864 возведений у сан архімандрита.
З 12 серпня 1866 року — ректор Архангельської духовної семінарії і настоятель Архангельського монастиря.
27 травня 1879 хіротонізований в єпископа Брестського, другого вікарія Литовської єпархії.
З 14 травня 1881 року — єпископ Ковенський, вікарій Литовської єпархії.
З 6 березня 1882 року — єпископ Ризький і Мітавський.
З 28 березня 1887 — єпископ Подільський і Брацлавський.
З 13 грудня 1890 року — архієпископ Литовський і Віленський, Священно-архімандрит Свято-Духова Віленського монастиря.
Відрізнявся неослабними ревнощами у справі звернення до православ'я латишів і естонців. Завжди з любов'ю ставився до вихованців духовних шкіл, до братії монастирів і до своєї пастви, а також користувався любов'ю з їхнього боку.
З 30 квітня 1894 року — архієпископ Донський і Новочеркаський.
12 листопада 1894 через прогресуючу хворобу за власним проханням звільнений на спокій.
16 квітня 1896 помер і похований в Ніколо-Угрешському монастирі під жертовником Преображенського собору.

## Праці
- «О чинах погребения умерших в Православной Церкви». (Курсовое сочинение). Проповеди и речи. «Подол. Еп. Вед.».
- «Мнимый великомученик в расколе». «Дух. Христ.» 1862—1863, с. 230.
- «О свободе мысли и слова». «Странник», 1881, сентябрь.
- «Люди Мои, что сотворих вам?» Проповедь по поводу цареубийства 1881 г. 1 марта. «Голос Пастыря». По поводу современных событий в отечестве. Гродно, 1882.
- Поучения по поводу послания Святейшего Синода. Вып. 1. Гродно, 1882.